# Новый реализм

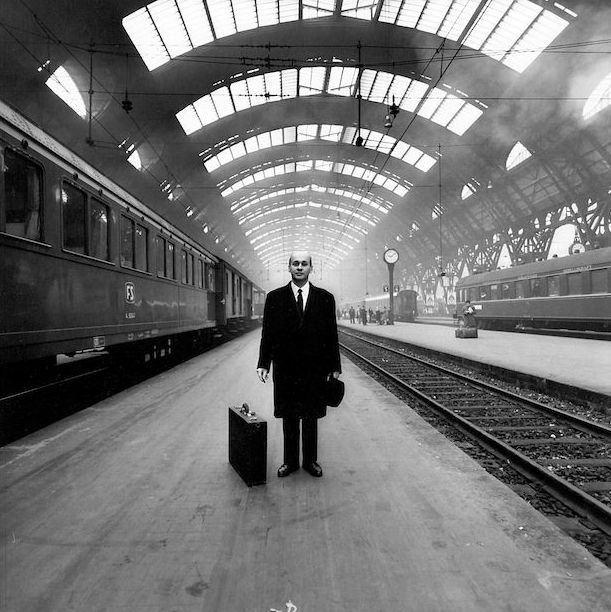
Жак Виллегле (англ.)
Фото: Лотар Воллех

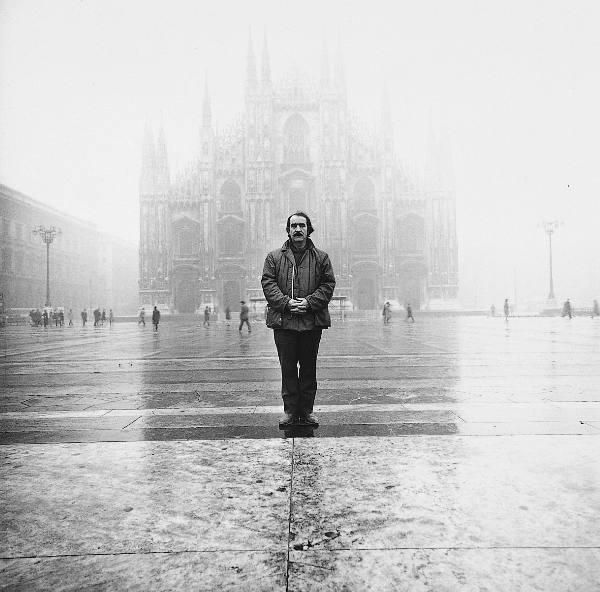
Жан Тенгели
Фото: Лотар Воллех

Новый реализм (фр. Nouveau Réalisme) — движение, объединяющее художников, которые вместе с критиком и теоретиком Пьером Рестани подписали манифест 27 октября 1960 года в Париже.

## Художники
Художники, подписавшие манифест:
- Арман
- Франсуа Дюфрен (François Dufrêne)
- Рэймонд Хайнс (Raymond Hains)
- Ив Кляйн
- Марсьяль Райс
- Даниэль Шпёрри
- Жан Тенгели
- Жак Виллегле (Jacques de la Villeglé)

Позднее к движению присоединились:
- Сезар
- Миммо Ротелла
- Ники де Сен-Фалль
- Жерар Дешан (Gérard Deschamps)
- Христо

Члены движения поставили перед собой цель интегрировать реальность повседневной жизни в искусство, используя новые методы и материалы. Тем самым они внесли значительный вклад в развитие объектного искусства и ранних форм акционизма.

## Концепции «новых реалистов»
Члены группы новых реалистов в основном понимали мир как образ, элементы которого они могли включать в свои произведения, пытаясь таким образом соединить жизнь и искусство. Они заявляли, что объединились на основе нового и реального осознания своего коллективного единства, имея в виду, что они могут быть вместе, несмотря на свои различия. При всём разнообразии пластических средств они чувствовали общую основу своих работ: метод присвоения реальности, как обозначил Пьер Рестани — метод «поэтической переработки городской, промышленной и рекламной реальности».
Таким образом, новые реалисты выступили за возвращение реальности в противоположность лирическому началу абстрактной живописи. Они хотели также избежать ловушек фигуративной живописи, которая рассматривалась ими как мелкобуржуазное явление, так же как и сталинский соцреализм. «Новый реализм» использовал внешние объекты, отдавая дань реальности своего времени. Они были изобретателями деколлажа (в противоположность коллажу), в частности, используя рваные плакаты (техника Франсуа Дюфрена, Жака Виллегле, Миммо Ротелла, Рэймонда Хайнса). Часто эти художники работали совместно, чтобы представить свои работы в Париже анонимно. Термин «Новый реализм» был представлен Пьером Рестани для описания работы Армана, Франсуа Дюфрена, Рэймонда Хайнса, Ива Кляйна и Жака Тенгли, когда они представляли свои работы в Милане. Он обсудил этот термин с Ивом Кляйном, который предпочитал «сегодняшний реализм», подвергая критике «новый». После первого «Манифеста нового реализма», второй манифест вышел под названием «На 40° выше дада» и был написан в период с 17 мая по 10 июня 1961 года. Сезар, Миммо Ротелла, Ники де Сен-Фаль (практиковавшая в то время «живопись стрельбы») присоединились к движению, вместе с Христо в 1963 году. Кляйн начал дистанцироваться от группы в 1961 году, не одобрив Рестани в его стремлении к наследию дадаистов.
Новые реалисты широко использовали коллаж, ассамбляж, используя реальные объекты, включенные непосредственно в работу, и выражая признательность реди-мейдам Марселя Дюшана. Несмотря на то, что «новый реализм» часто сравнивают с движением поп-арта в Нью-Йорке из-за использования и критики массового производства коммерческих объектов (рваные киноплакаты Жака Вильгле, коллекция щебня и мусора, собранная Арманом), в действительности, «новый реализм» имел больше общего с дадаизмом, чем с поп-артом.

## См. также

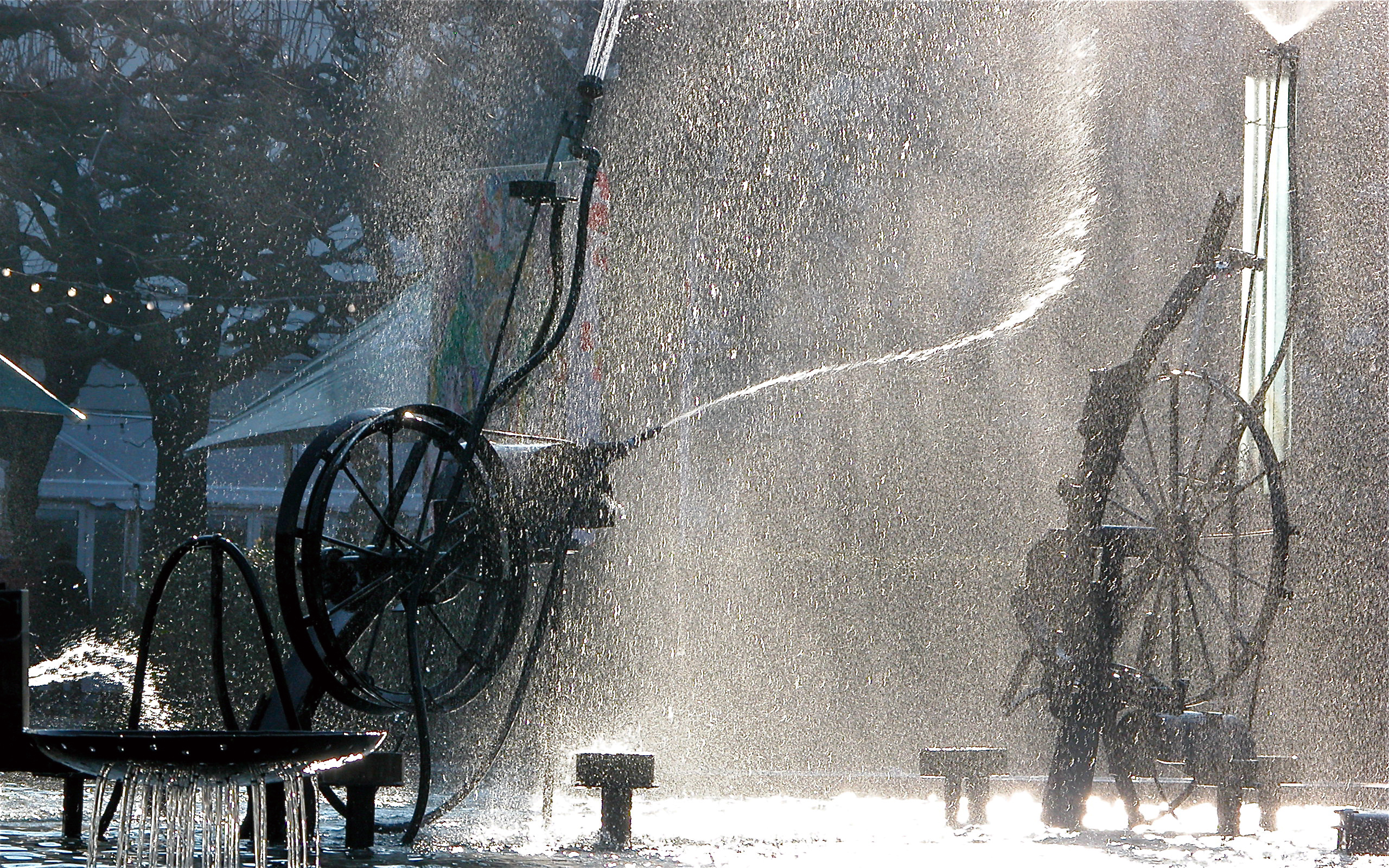
Кинетическая скульптура Жана Тенгели